# Lennon (Finisterre)
 Lennon  (también así en bretón) es una población y comuna francesa, situada en la región de Bretaña, departamento de Finisterre, en el distrito de Châteaulin y cantón de Pleyben.

## Demografía
| 1 204 | 1 307 | 1 147 | 1 219 | 1 395 | 1 354 | 1 508 | 1 502 | 1 450 | 1 456 | 1 512 | 1 568 | 1 667 | 1 655 | 1 723 | 1 759 | 1 816 | 1 841 | 1 763 | 1 756 | 1 560 | 1 427 | 1 418 | 1 354 | 1 383 | 1 087 | 1 042 | 922 | 770 | 652 | 646 | 645 |
| Para los censos de 1962 a 1999 la población legal corresponde a la población sin duplicidades (Fuente: INSEE [Consultar]) |       |       |       |       |       |       |       |       |       |       |       |       |       |       |       |       |       |       |       |       |       |       |       |       |       |       |     |     |     |     |     |